# Moisés de Lemos Martins
 (février 2024).
Moisés de Lemos Martins (Felgueiras, 8 mars 1953) est professeur titulaire à l'Université du Minho, au Département des sciences de la communication. Il est directeur du CECS - Center for Communication and Society Studies, qu'il a fondé en 2001, et du Virtual Museum of Lusofonia, qu'il a créé en 2017. Il est également directeur des revues Comunicação e Sociedade (Communication et société) et Revista Lusófona de Estudos Culturais/ Lusophone Journal of Cultural Studies (Revue Lusophone d'Études Culturelles), qui a lancé le premier en 1999, le second en 2013. Sociologue et théoricien de la communication, il est également essayiste et collabore régulièrement avec les médias.

## Biographie
Moisés de Lemos Martins est né à Vila Cova da Lixa, Felgueiras, le 8 mars 1953. Il est sociologue, théoricien de la communication, essayiste et collaborateur régulier des médias. Professeur titulaire à l'Université du Minho, il dirige le CECS - Centre d'études sur la communication et la société . Dans cette unité de recherche, il est le principal responsable de son projet stratégique, qui comprend, aujourd'hui, six plateformes d'intervention, qu'il a fondées ou contribué à fonder : le Musée Virtuel de la Lusophonie, une plateforme de coopération universitaire dans les domaines de la science, de l’enseignement et des arts, dans les pays lusophones ; l’Observatoire des Politiques Scientifiques, de Communication et de Culture (POLObs) ; Passeio, une plateforme d’art et de culture urbaine ; l'Observatoire des Médias, de l'Anformation et de l'alphabétisation (MILObs) ; le Think Tank Communitas, une plateforme qui accompagne l’agenda et le débat dans l'espace public, au niveau local, régional et national ; et CreateLab, qui est une agence créative, orientée vers l’innovation et l’expérimentation, produisant des contenus audiovisuels et multimédia, au service de la communication stratégique. Il dirige le Musée virtuel de la Lusofonie, ainsi que les revues scientifiques Comunicação e Sociedade et Revista Lusófona de Estudos Culturais /Lusophone Journal of Cultural Studies. Il a créé et dirige la collection de livres " Communication et Société " du CECS, ainsi que la communauté de science ouverte de cette unité de recherche dans le RepositórioUM (ArchivesUM) de l'Université du Minho, contribuant ainsi à confirmer la thèse selon laquelle l'Université du Minho est " championne de l'affichage numérique de ses œuvres », comme le défend le physicien et professeur d'université Carlos Fiolhais, en référence aux travaux de Moisés de Lemos Martins. Il est président honoraire de Sopcom - Association portugaise des sciences de la communication. En 2015, Intercom - Société brésilienne pour les études de communication interdisciplinaires lui a décerné le prix de la distinction académique. Et l'Université du Minho l'a distingué avec le Prix du Mérite Scientifique, en 2016.
Il a étudié la théologie et la philosophie à l'Université catholique du Portugal (UCP), à Lisbonne, et est titulaire d’une licence en théologie catholique de l'Université des sciences humaines de Strasbourg . Dans cette université, il a également étudié les sciences sociales, dans la spécialité de la sociologie, obtenant sa maîtrise en 1980 et son doctorat en 1984. Il a été boursier du Ministère des Affaires Étrangères du gouvernement français (1978/1984). Il a enseigné la sociologie à l’Université Catholique Portugaise de Lisbonne ainsi qu’à l’Université de Beira Interior (UBI), avant de rejoindre l'Université du Minho en 1990, où il est professeur titulaire depuis 1999.
Fr. Bento Domingues, Edgar Morin, Francis Jacques, Friedrich Kittler, Georg Simmel, Gilbert Durand, Gilles Deleuze, Jacques Derrida, Jacques Lacan, Jean-François Lyotard, Jürgen Habermas, Karl-Otto Apel, Karl Marx, Max Weber, Michel de Certeau, Michel Foucault, Michel Maffesoli, Pierre Bourdieu, Roland Barthes et Walter Benjamin  ont été déterminants dans sa formation et c’est pour cette raison qu’il s'identifie avant tout à la méthode compréhensive des sciences sociales et humaines, fondée sur le discours et la pensée, et seulement de façon secondaire à la méthode explicative, fondée sur le nombre et la mesure, pour gloser une catégorisation classique du philosophe allemand Wilhelm Dilthey. Ses domaines d’enseignement et de recherche sont la Sociologie de la Culture et de la Communication, la Sémiotique Sociale, la Théorie et l’Analyse du Discours, les Études Visuelles, les Arts Médiatiques, la Politique Scientifique, les Études Culturelles, la Communication Interculturelle, les Études Lusophones et le Salazarisme.
Il a été conférencier invité dans les universités suivantes: Université Autonome de Barcelone; Université Autonome de Madrid; Université Catholique de Minas Gerais (Belo Horizonte); Université Catholique de São Paulo; Université Catholique de Salamanque; Université Catholique de Rio Grande do Sul (Porto Alegre); Université du Cap-Vert; Université de Saint Jacques de Compostelle; Université Catholique de Louvain; Université Fédérale de Bahia; Université Fédérale de Minas Gerais (Belo Horizonte); Université Paris-Descartes (Sorbonne); Université Paul Valéry (Montpellier); Université Polytechnique du Mozambique (Maputo); Université Presbytérienne Mackenzie (São Paulo); Université Zambeze du Mozambique (Beira).
En 2002, lors d’un entretien avec Sónia Virgínia Moreira, Présidente d’Intercom - Société Brésilienne d’Études Interdisciplinaires en Communication et rédactrice en chef du Journal Brésilien des Sciences de la Communication, José Manuel Paquete de Oliveira, Président de Sopcom - Association Portugaise des Sciences de la Communication et de Lusocom - Fédération Lusophone des Sciences de la Communication, a souligné qu'il était “ plus que juste ” d’inclure Moisés de Lemos Martins parmi “ les chercheurs portugais ” qui se sont impliqués le plus “ dans le processus d'échange ”, non seulement luso-brésilien, mais, plus largement, lusophone.
Parallèlement, en 2016, le portail Web Mutirão, de l’Université Méthodiste de São Paulo, a esquissé le profil universitaire de Moisés de Lemos Martins, insistant sur son travail pédagogique, scientifique et associatif. Le portail Web Mutirão a été créé en 2016, par José Marques de Melo, journaliste, professeur d'université et pionnier des études en Sciences de la Communication au Brésil, pour distinguer, non seulement la singularité des travaux de recherche menés dans ce pays dans ce domaine scientifique, mais aussi les universitaires, venus du monde entier, qui, au Brésil, ont contribué à développer et à consolider la communauté universitaire des Sciences de la Communication.
En 2013, avec les universitaires brésiliens Antônio Hohlfeldt et Cicília Peruzzo, de la Société Brésilienne d’Études Interdisciplinaires en Communication - Intercom, Moisés de Lemos Martins a contribué, aux côtés de Tomás José Jane, Professeur à l'École Supérieure de Journalisme, à Maputo, au Mozambique, à fonder Acicom – l’Association Mozambicaine des Sciences de l’Information et de la Communication. La même année, avec Margarita Ledo, professeure à l’Université de Saint Jacques de Compostelle, Moisés de Lemos Martins a contribué, aux côtés de Silvino Lopes Évora, Professeur à l’Université du Cap-Vert, dans la ville de Praia, au Cap-Vert, à fonder Mediacom – l’Association Capverdienne de Sciences de la Communication. Moisés de Lemos Martins est membre honoraire de Mediacom.

## Fonctions de Direction
Moisés de Lemos Martins a dirigé le département des Sciences Sociales de l’Université de Beira Interior (1988/1990), après avoir créé, en 1989, le cours de licence en Communication Sociale et la revue Anais Universitários, en 1990, dont il a été le premier directeur. Dans cette université, il a été le directeur du Cours de licence en Sociologie, puis dans ses premières années, entre 1988 et 1990, il a été professeur d’Histoire de la Sociologie. Il a participé, avec Aníbal Alves, professeur émérite de l’Université du Minho, à la création de la licence en Communication Sociale de cette université, en 1991, en étant professeur de Sémiotique, de Théorie et d’Analyse du Discours, et de Sociologie de la Communication. Dans cette université, il a dirigé, de 1990 à 1993, le Cours de licence en Sociologie des Organisations, fondé par Manuel da Silva Costa en 1989, en tant que professeur de Sociologie du Pouvoir. Il a créé, avec Albertino Gonçalves, professeur de Sociologie à l’Universidade do Minho, le Master de Sociologie de la Culture et des Styles de Vie (1996-2011), en étant professeur de Sociologie de la Culture, et le Master de Communication, Art et Culture, en 2011, en étant professeur de Sociologie de la Communication. Pendant dix ans, il a dirigé l’Institut des Sciences Sociales de l’Université du Minho (1996/2000 et 2004/2010). Il a été candidat au poste de recteur de cette même université, en 2006.
Il a été le premier Directeur du cours de doctorat en Sciences de la Communication à l’Université du Minho (2009/2011). Dans ce cours, il est professeur de Sémiotique Sociale. Il a été le promoteur du projet d'enseignement et de recherche en Études Culturelles, à l'Institut des Sciences Sociales de l’Université de Minho, après avoir été le directeur du programme doctoral en Études Culturelles (2010/2015), dans un partenariat entre l’Université du Minho et l’Université d’Aveiro. Et dans ce doctorat en Études Culturelles il a été professeur de Sociologie de la Culture. Il a été le promoteur et le directeur du programme doctoral en “ Études de Communication: Technologie, Culture et Société ” (2013/2015), un programme doctoral financé par la Fondation pour la Science et la Technologie, qui a associé six centres de recherche portugais, issus de cinq universités. Dans ce doctorat, il enseignait la Communication Interculturelle. En 2018, il a contribué à la fondation du doctorat en Langue, Culture et Société, à la Faculté des Sciences Sociales et Humaines de l’Université Zambeze, dans la ville de Beira, au Mozambique. Dans ce doctorat, il a été professeur de Communication Interculturelle.
Il a été cofondateur de la Sopcom - Association Portugaise de Sciences de la Communication, et son Président (2005/2015). Il a encore été Président de Lusocom - Fédération Lusophone des Sciences de la Communication (2011/2015). Il a été l’éditeur de l’Annuaire Internacional de Communication Lusophone, la revue scientifique de Lusocom (2007/2011). Il a également été Président de Confibercom - Confédération Ibéro-Américaine des Associations Scientifiques et Universitaires de Communication (2012/2015). Il est, depuis 2019, Secrétaire Général de l’Assibercom - Association Ibéro-Américaine des Chercheurs en Communication,.

## Une théorie sociale, Compréhensive et Interculturelle
Juste après la publication de A Linguagem, a Verdade e o Poder - Ensaio de Semiótica Social (Le Langage, la vérité et le pouvoir - Essai sur la sémiotique sociale), en 2002, Moisés de Lemos Martins a été considéré par Eduardo Prado Coelho, professeur d'université, essayiste et critique littéraire, comme " une pierre angulaire des études de communication au Portugal ". Cela se produit parce que ce travail permet " non seulement de refaire tout un parcours théorique fondamental, mais aussi de nous placer au centre des grandes questions d'analyse de la réalité contemporaine (à ce point, où la linguistique, la rhétorique, la théorie critique, la sociologie, l'anthropologie et la psychanalyse s’entrecroisent et se confondent, pouvant même parfois se redistribuer) "[12]. En 2003, Luís Carmelo, écrivain et professeur d'université, écrivait également, sur fond de lecture de A Linguagem, a Verdade e o Poder (Le Langage, la vérité et le pouvoir) : " Précieux, stimulant et productif a été le rôle de Moisés de Lemos Martins, en tant que polémiste salutaire au sein de la communauté scientifique et universitaire. C'est ce dessein de la dispute et de l'apprentissage permanent qui définit le mieux, peut-être, ce que l'auteur tente de caractériser, à la fin de son essai, comme ' la passion de l'université ' ".

## TechnéetBios
Le débat sur la fusion de la technique (techné) avec la vie (bios), qui est le débat par excellence de l'expérience contemporaine, est initié par Moisés de Lemos Martins dans A Linguagem, a Verdade e o Poder (Le Langage, la vérité et le pouvoir). Mais il croisera, une décennie plus tard, l'ouvrage Crise no Castelo da Cultura – Das Estrelas para os Ecrãs, (Crise dans le château de la culture – Des étoiles aux écrans), publié en 2011 (2e éd. 2017), avec des références à Deleuze et Guattari, dans le cas de l'invocation des biotechnologies et du l’ingénierie génétique, où sont thématisés les implants, les prothèses, l'hybridité, le transhumain et le post-organique, et à Lyotard, lorsque ce philosophe parle de  “ logotechnie ". Comme le soulignent Deleuze et Guattari, la machine est désirante et le désir est machiné, de sorte qu'" il existe autant d'êtres vivants dans la machine que de machines dans les êtres vivants ". Et quant aux " logotechniques ", signalées par Lyotard, ce sont les technologies de l'information dont nous parlons. Mais la miniaturisation croissante de la technologie et l'immatérialisation du numérique participent également à ce mouvement dans lequel la technologie s'hybride avec la vie.
Comme l'affirme Maria da Luz Correia, dans Crise no Castelo da Cultura. Das Estrelas para os Ecrãs (Crise dans le château de la culture – Des étoiles aux écrans), de 2011, Moisés de Lemos Martins " rassemble le travail d'une douzaine d'années en études de la communication et en théorie de la culture ". Analysant dans cet essai le mouvement d'immersion totale de la technique dans la vie et dans les corps, " le sociologue se concentre sur la crise de l'humain, le mal de vivre contemporain, résultant de l'expérience technologique - de la communication en réseau aux biotechnologies - et de la conversion de nos vies à la logique du marché global ". Dans le sillage de ce qu'il appelle " la pensée de la différence " – de Bataille, Klossowski, Blanchot, Foucault, Lyotard, Deleuze, Derrida et Baudrillard – Moisés de Lemos Martins " reconnaît comme précaire la condition de ceux qui traversent une nuit des temps, où l'histoire est stockée en gigas, les émotions sont traitées en bits et les corps sont composés en pixels. Que nous soyons ennuyés par le quotidien réglé étourdis par les écrans déréglés, nous acceptons, non sans un certain spleen, le recul de la parole devant le torrent des images technologiques, la faillite de l'identité devant le ' flux ' labyrinthique des passions, ou encore l'échec de la citoyenneté devant les impératifs d'efficacité de l'économie globale ".
En utilisant le concept foucaldien de dispositif, Moisés de Lemos Martins s'est toujours intéressé, dans le sillage de F. Kittler, à poser des " questions théorico-culturelles à la technologie ". En effet, comme l'affirme Deleuze, " nous appartenons à des dispositifs et agissons en leur sein ". Nous appelons actualité, notre actualité, la nouveauté d'un dispositif par rapport aux précédents dispositifs. Le nouveau est l'actuel. Mais l'actuel n'est pas ce que nous sommes, mais plutôt ce que nous sommes devenus, ce que nous sommes en train de devenir, c'est-à-dire l'Autre, notre devenir-autre ", ou selon l'expression de Ricœur " le soi comme autre "  ou selon l'expression de Ricœur «le même qu'un autre». Et parmi les questions théorico-culturelles que Moisés de Lemos Martins pose à la technologie, il y a le questionnement du mouvement de mobilisation " total " ( Ernst Jünger, 1930) et " infinie " ( Sloterdijk, 2000), de l'humain à la concurrence, comme ainsi que, revenant à Kittler, la question du matériel, de la programmation, de l'automatisation et de la régulation. Bref, à la poursuite de Martin Heidegger , Moisés de Lemos Martins interroge ce qu'il appelle « l'autotelismo de la technique », qui se traduit par un " messianisme sans telos " .
Il est vrai que dans l'analyse des défis contemporains de la communication, Moisés de Lemos Martins valorise, avant tout, les relations intersubjectives et contextuelles, étant donné que sa théorie sociologique est compréhensive. Mais, avec Heidegger et Deleuze, il s'interroge aussi sur la réalité de la technique. Et la réalité interrogée est celle de son hybridité, c’est la technique comme animal (" l’espèce de l’animal ", selon les mots de Giorgio Agamben  ), " c’est l'alliage qui mélange l'organique et le non-organique, c'est l'hybride de l'humain et du non-humain, l'hybride de la sensibilité et de la matière organique ". La proposition de Moisés de Lemos Martins pour une sociologie de la technique pointe vers ce que Perniola (1990) appelle la version égyptienne de notre culture, une attention portée à l'inorganique dans l'organique. C'est l'idée que le monde minéral peut se nourrir de l'excitation d'une inversion, qui est résumée par la figure de " l'individuation technique ", proposée par Gilbert Simondon, Gilles Deleuze, Norbert Elias, Bruno Latour  et Bernard Stiegler.
Mais la proposition de Moisés de Lemos Martins s'ouvre également à la théorie de la matérialité, à la suite, avant tout, de Heidegger , Kittler  et Simondon. Il utilise également les concepts d'acteur-réseau et de médiation, de Latour (2005); dispositif, par Foucault (2000); sur l'agence, par Deleuze et Guattari (1980); et l'érotisme des objets, par Perniola (1994/2004). Il s'articule également avec le " tournant matérialiste ", mis en évidence par Bennett et Joyce (2010), ainsi qu'avec le " tournant non-humain ", évoqué par Richard Grusin, qui mettent tous deux l'accent sur l'activité des objets et leur matérialité. Dans la ligne proposée par Grusin , Moisés de Lemos Martins reconnaît que les médias et la technologie des médias ont fonctionné et continuent de fonctionner épistémologiquement comme des producteurs de connaissances. Mais il reconnaît aussi en eux un fonctionnement technique, corporel et matériel, de producteurs et de modélisateurs d'affects, individuels et collectifs, et de producteurs de sentiments dans les agencements humains et non humains,. Le point de vue de Moisés de Lemos Martins sur la culture numérique rejoint, sous cet aspect, la compréhension d'André Lemos dans " Epistémologie de la communication, néo-matérialisme et culture numérique ". Il n'est pas possible de limiter l'analyse des réseaux sociaux, des fake news, de la pratique des selfies, de la question du design et de la privacité de l'Internet des choses, ainsi que de la culture des plateformes à " une analyse macrosociale de la structure économique du capitalisme des données ", ni à une relation de communication entre individus dans une situation spécifique. Le défi communicationnel actuel oblige à prendre en compte, par exemple, les matérialités et l'activité des objets qui y sont impliquées: interfaces; logique algorithmique, construction de bases de données; principes cachés dans les documents techniques et les brevets.

## Technéetesthésie
Selon Moisés de Lemos Martins, la technique est la condition de l'époque, ce qui explique le passage accentué des mots et des idées aux images, aux sons et aux émotions, un passage de " l'idéologie à l'imaginaire ". Cette question traverse l'œuvre de Moisés de Lemos Martins, surtout depuis le début du vingtième siècle. Le dernier chapitre de A Linguagem, a Verdade e o Poder (Le Langage, la vérité et le pouvoir), ouvrage qu'il a publié en 2002, est déjà l'antichambre du travail qu'il développera à partir de là. La société s'est définitivement convertie à l'image et au son, tous deux produits par la technologie. Elle avait acquis une nature audiovisuelle, dénotant un processus de déplacement de la rationalité argumentative vers la rationalité émotionnelle, du logos et de l'ethos vers le pathos, de l'idéologie vers la " sensologie ", comme le dit Mário Perniola. Une nouvelle réalité occupe désormais la scène sociale. Le look (l'image, l'aspect, le visuel) ; le brand ou la griffe (la marque, ce que les classiques appelaient " l'exemple ") ; le timing (le moment opportun, ou le kairos) ; le marketing (l'art de persuader) sont déjà les messagers de cette nouvelle réalité. Selon Perniola, les objets techniques ont un sex-appeal.
Entre-temps, Crise no Castelo da Cultura - Das Estrelas para os Ecrãs (Crise dans le château de la culture – Des étoiles aux écrans), un ouvrage que Moisés de Lemos Martins a publié en 2011, constituera une proposition qui non seulement rendra compte de ce déplacement du logos et de l'ethos vers le pathos, mais aussi du déplacement des propositions vers les images, et du " sun/bolé ", une image qui rassemble, vers le " dia/bolé ", une image qui sépare. Comme l'affirme Madalena Oliveira, en invoquant la figure de la " crise de l'existant " de Moisés de Lemos Martins, " la culture sera davantage un espace de divergence ‘ dia-bolique ‘ que de confluence symbolique, car on n'attend pas d'elle qu'elle rassemble ce qui est fragmenté, mais qu'elle permette une confrontation avec les choses ". Résumant donc la thèse de Moisés de Lemos Martins sur notre époque, caractérisée par un " esprit d'aliénation ", qui " se satisfait de la mélancolie ", Madalena Oliveira ajoute : " la crise de l'existant ne se résout pas par le contrôle de la connaissance, propre à la culture, mais plutôt par une réponse politique, nécessairement libre, du domaine de l'action et non des mots, du domaine du dia-bole et non du domaine du sim-bole ". Crise no Castelo da Cultura - Das Estrelas para os Ecrãs (Crise dans le château de la culture – Des étoiles aux écrans) repère, en revanche, le passage du raisonnement aux mèmes ; du conscient à l'inconscient ; de la rhétorique à la voie figurative; de la persuasion à la séduction et à la fascination ; d'un imaginaire dramatique, classique et sublime à un imaginaire tragique, baroque et grotesque; des médias en tant que dispositifs discursifs, de sens rhétorique, aux médias en tant que dispositifs d'images, avec une mémoire sensorielle, affective et corporelle ; d'un processus informatif avec des producteurs et des consommateurs d'information aux réseaux socio-techniques avec des tribus et des publics, qui sont producteurs de contenus.
Selon Moisés de Lemos Martins, la culture occidentale s'est déplacée d'une pensée, soumise à la logique de l'identité, de la stabilité et de l'autonomie, vers le paradigme qu'est le son, la résonance, la vibration, la modulation, le rythme, la tension, la durée et la mémoire. Or, étant audiovisuels et numériques, les nouveaux moyens techniques vont monter un spectacle, qui est simultanément une simulation et un simulacre, selon les termes de la thèse de Baudrillard , auquel les masses croient illusoirement participer. Selon Moisés de Lemos Martins, les nouveaux médias techniques remagifient le monde en permanence, nous entraînant dans un état de possession oculaire, comme un " inconscient optique ", selon l'expression de Walter Benjamin, pensant à la photographie, au cinéma et à la radio. Et en remagifiant le monde, les nouveaux moyens techniques opèrent le retour de l'archaïque dans le présent.
C'est, en effet, l'analyse que Moisés de Lemos Martins reprend de Walter Benjamin. Mais il ne s'ensuit pas que, pour Moisés de Lemos Martins, de la même manière que pour Benjamin, l'avènement des nouveaux moyens techniques a pour seul effet la désarticulation des masses, à travers la problématisation de l'expérience humaine et son " appauvrissement " progressif  ou ce que Guy Debord appelle la " congélation dissimilaire du monde ". Au contraire, les nouvelles techniques favorisent également l'entrée des masses dans l'histoire en renforçant leur droit à s'affirmer comme sujets. Les nouveaux moyens technologiques permettent de traiter du rêve, c'est-à-dire des voies figuratives de l'image, de l'inconscient collectif ( Lacan ) et des archétypes ( Carl Jung et Gilbert Durand ), bref de l'imaginaire  ou de ce que Derrida a appelé la " mythopoétique " , reprenant la figure du " bricolage " du mythe que Lévi-Strauss utilise dans le premier chapitre de La Pensée Sauvage. Ou, selon les mots de Moisés de Lemos Martins, les nouveaux moyens technologiques constituent une médiation de " flux, résonances, rythmes, cadences, sonorités, durées, vibrations, qui empêchent les communautés humaines de se fixer dans une chose définie, c'est-à-dire définitive ", afin de s'ouvrir au dessein de transfigurations, qui les caractérisent comme quelque chose d'indéfini et d'infini, en train de se faire .
Moisés de Lemos Martins était commissaire de trois expositions de l'artiste Pintomeira. Deux expositions de peinture : Interiores (Intérieurs), en 2009 ; et Outras Faces (Autres visages), en 2010. Et aussi l'exposition de photographies, Somewhere, en 2014. À travers l'œuvre de ce plasticien, qu'il commence à étudier et à analyser, Moisés de Lemos Martins fait de nombreuses incursions dans les Media Arts. Dans Interiores (Intérieurs), avec Pintomeira, subissant l'influence esthétique des peintres, David Hockney et Tom Wesselmann,chez qui la peinture devient un art profane, qui multiplie les liens avec la photographie et suggère aussi bien la peinture d'affiches que les collages pour les annonces publicitaires ou encore les dessins d'annonces de produits, Moisés de Lemos Martins aborde le Pop art et le Design Graphique, en analysant les procédés artistiques de Pintomeira, qui obéissent aux principes de l'Art Minimaliste.
À son tour, dans Outras Faces (Autres visages), alors que Pintomeira est désormais sous l'influence des œuvres de Andy Warhol et de Roy Lichtenstein, Moisés de Lemos Martins analyse un processus de production artistique qui fusionne les arts visuels de la publicité, de la photographie et du cinéma, avec les arts du spectacle, et renvoie à la traversée labyrinthique du royaume des images médiatiques, qui sautent sur la toile du peintre, qu'elles proviennent de la page d'un journal ou d’une revue, de l'écran de cinéma ou de l'écran d'ordinateur. Dans la lecture que fait Moisés de Lemos Martins de Outras Faces (Autres visages), l'utilisation de Photoshop, qui est une technique de manipulation des images, ainsi que l'impression numérique de l'image sur la toile, ne font que confirmer ce mouvement de l'art, qui le rapproche à la fois des masses et des machines, comme il le dit en faisant appel à Jünger.
Selon Moisés de Lemos Martins, Outras Faces (Autres visages), une Exposition de dix tableaux exclusivement figuratifs, nous donne un aperçu de l'homogénéité absolue du sujet et de l'objet, du temps et de l'espace, dans un processus de retour enchanteur du même (portrait). Dans un style neutre et documentaire, ces portraits représentent des sujets passifs, dans la plus grande solitude, des sujets de pure surface et d'artifice, comme s'il s'agissait d'objets produits pour la consommation. Pour Moisés de Lemos Martins, ce sont les sujets médiatiques, comme Andy Warhol nous les a montrés dans ses portraits de Marilyn Monroe, Elisabeth Taylor, Marlon Brando et Elvis Presley. Il en va de même pour les portraits de New Faces, qui nous montrent des sujets froids et inexpressifs, relégués à une condition profane, des sujets qui ne sont rien d'autre que des " images sans aura ", comme l'a souligné Moisés de Lemos Martins dans une référence à Benjamin des réalisations mécaniques, tirées aussi bien de produits mass-médiatiques que d'articles commerciaux, les uns et les autres étant produits en série.
Lorsqu'en 2014, Pintomeira a exposé Somewhere, un album de photographies, Moisés de Lemos Martins a remarqué que le territoire du photographe de Somewhere était le même que celui du peintre d'Intérieurs et de Outras Faces. Dans les trois expositions, Moisés de Lemos Martins a vu Pintomeira se fixer, avec une obstination et une radicalité particulières, dans le territoire dévasté de l'humain, d'où l'esprit avait déserté et la Ville avait été laissée à l’abandon, sans mémoire, avec un regard perdu, sans direction et sans horizon. Analysant les procédés esthétiques de Pintomeira, Moisés de Lemos Martins reprend la figure de " l'imaginaire mélancolique ", comme forme d'imaginaire propre aux médias dans la contemporanéité. Cette figure est récurrente chez Moisés de Lemos Martins, depuis 1998, avec " La bibliothèque de Babel et l'arbre de la connaissance " et surtout depuis 2002, avec les études : Outras Faces " Le tragique dans la modernité " , et " Le tragique comme imaginaire de l'ère médiatique ".
En travaillant sur les formes culturelles et artistiques contemporaines, qui associent arts technologiques et médias, et en ayant en Friedrich Kittler comme l'une de ses principales références  Moisés de Lemos Martins s'est interrogé sur le régime actuel des images, qui produit un imaginaire mélancolique, aux formes tragiques, baroques et grotesques. Nous le voyons dans son étude d'eXistenZ, un film de 1999, du cinéaste canadien David Cronenberg. C'est également le cas du clip " Mercy Street " dee Peter Gabriel, produit par le réalisateur de clips Matt Mahurin, en 1986. Et aussi dans les trois clips musicaux de la chanteuse islandaise Björk : Hyperballad (1996), réalisé par Michel Gondry ; Hunter (1998), interprété par Paul White ; et Tout est plein d'amour (1999), réalisé par Chris Cunningham. Les trois vidéo-clips parlent de l'érotisme des objets techniques, des machines désirantes et des désirs machinés, comme l'accentue de manière récurrente Moisés de Lemos Martins, reprenant la formulation de Deleuze et Guattari (1972) dans Anti-Œdipe, lorsqu'il fait référence à l'hybridité de l'humain et de l'inhumain.
Plus récemment, Moisés de Lemos Martins a travaillé le même imaginaire mélancolique, aux formes tragiques, baroques et grotesques, dans les collections de mode, printemps/été et automne/hiver du créateur britannique Alexander McQueen.
Cette ligne de pensée, avec des références à Benjamin, Durand, Debord, Deleuze, Derrida, Baudrillard, Kittler et Perniola, a aidé Moisés de Lemos Martins à forger la figure de la " circumnavigation technologique ". En effet, les nouveaux moyens technologiques permettent d'élargir l'expérience humaine, avec des contenus numériques. Selon Moisés de Lemos Martins, les sites web, les portails Web, les blogs, les jeux vidéo, les applications, les stockages numériques, les musées virtuels, mais aussi l'installation de réalités virtuelles dans des environnements immersifs, constituent les nouveaux territoires, paysages, atmosphères et environnements de la " circumnavigation technologique ", une navigation qui inclut même un nouvel art de raconter des histoires, les " récits transmédiatiques ". En ce qui concerne les récits transmédiatiques, que Gunther Kress et Theo van Leeuwen qualifient de multimodaux  Moisés de Lemos Martins s'appuie avant tout sur Henry Jenkins , sur Lev Manovich  et Carlos Alberto Scolari. Avec de tels récits, dit Moisés de Lemos Martins, il ne s'agit pas seulement d'imiter, de reproduire, de redire, de remédier, d'adapter, d'élargir et de réinventer, indéfiniment, les histoires connues. Les récits transmédiatiques permettent, également, de fictionner de nouvelles histoires, avec l'installation de réalités virtuelles dans des environnements immersifs, comme les jeux vidéo et les récits interactifs sur le net, au cinéma, à la télévision, sur DVD.

## Une nouvelle théorie de l'image
Une autre question centrale dans la contemporanéité concerne la place qu'y occupe l'image. Dans A Linguagem, a Verdade e o Poder (Le Langage, la vérité et le pouvoir), Moisés de Lemos Martins se situe encore dans le cadre d'une théorie de l'image, propre à Barthes, l'image étant analysée par analogie avec le langage. Mais c'est déjà une nouvelle théorie de l'image qui est traitée dans Image et pensée, un ouvrage publié en 2011 (2e édition 2017). Selon les mots de Moisés de Lemos Martins, ce que l'on appelle aujourd'hui les technologies de la communication et de l'information agissent en nous comme des prothèses pour la production d'émotions, comme " des machines qui reproduisent en nous une sensibilité fonctionnant à la manivelle ". Et par technologies de la communication et de l'information, Moisés de Lemos Martins entend, plus précisément, la photographie, le cinéma, la radio, la vidéo, la télévision, et surtout les technologies numériques, Internet, les jeux électroniques, le design graphique, les réseaux cybernétiques et les environnements virtuels, avec la " convergence " des médias, des contenus et des plateformes, selon l'expression qu'il emprunte à Henry Jenkins.

## identités interculturelles
Selon Moisés de Lemos Martins, la question des identités est également un sujet brûlant de notre actualité. La mondialisation et les sociétés multi et transculturelles qui en résultent, qui vont de pair avec les phénomènes massifs de migrations et de réfugiés, sont devenues le nouvel ordre du monde. Et la société s'est fragmentée, constituant un " corps sans organes ", dans l’optique de Deleuze et Guattari , un corps en crise, dans lequel le nationalisme, le populisme et divers extrémismes se répandent partout. Comme le souligne José Bragança de Miranda, à propos de Para uma Inversa Navegação - O Discurso da Identidade (Pour une navigation à contre-courant - Le discours de l'identité), ouvrage publié par Moisés de Lemos Martins en 1996, dans un corps sans organes, dans lequel les différences " errent tout au long de l'expérience ", ce que nous trouverons fondamentalement chez Moisés de Lemos Martins, c'est " la critique du substantialisme culturel, ainsi que de ses effets sur les stratégies d'imposition de l'identité ". Car " aucune figure ne peut les enchaîner ", qu'il s'agisse de l'" identité nationale ", de l'identité régionale, locale, de groupe ou individuelle. De plus, conclut Bragança de Miranda, " la vérité de base des différences réside dans le fait qu'elles sont l'effet des relations, qui constituent des réseaux ".
Pratiquement deux décennies après Para uma Inversa Navegação (Pour une navigation à contre-courant) (1996), Moisés de Lemos Martins interroge à nouveau les discours identitaires, analysant désormais ce qu'il appelle les " identités transculturelles et transnationales ", en particulier l'identité lusophone. Moisés de Lemos Martins y poursuit la critique du substantialisme culturel, évoquée par Bragança de Miranda, ainsi que de ses effets sur les stratégies d'imposition de l'identité, qui sont des stratégies de pouvoir .
Eduardo Prado Coelho n’était d’ailleurs pas passé à côté du fait que la principale source d’inspiration théorique de Moisés de Lemos Martins lui venait de Michel Foucault. En fait, pour Prado Coelho, c’est bien là la raison qui a conduit Moisés de Lemos Martins à considérer le pouvoir comme " la dimension la plus importante et la plus accentuée dans l'espace social " – le pouvoir panoptique, ou pouvoir disciplinaire; et biopouvoir, comme par exemple dans le cas de la biopolitique. Marqué par " la passion de l'espoir ", comme le souligne Prado Coelho, Moisés de Lemos Martins fait cependant " la critique du pouvoir " et conçoit " l'exigence d'un au-delà du pouvoir ", un au-delà de " cette réalité microscopique d'innombrables filaments réversibles, établissant des liens secrets et informulables entre les hommes ".
A son tour, l'écrivain, essayiste et professeur de philosophie, Miguel Real a appelé " avant-garde communicationnelle " cette passion d'espoir de Moisés de Lemos Martins, qui, d'une part, valorise les différences et la diversité des peuples, et, d'autre part, mène la bataille nécessaire pour défendre la langue portugaise en tant que langue des cultures, de la pensée et de la connaissance. Et il décrit ce voyage comme une " traversée ", en utilisant la figure que Moisés de Lemos Martins lui-même emprunte à l'écrivain et diplomate brésilien, João Guimarães Rosa, la traversée comme un voyage incertain, risqué et plein de dangers. La traversée à laquelle Moisés de Lemos Martins fait référence est celle d'un voyage de " circumnavigation technologique ", entrepris à travers les pays de langue portugaise et leurs diasporas. Dans un contexte postcolonial, Moisés de Lemos Martins revisite la colonisation, en tenant compte du poids qu'elle a aujourd'hui, pour ce qui touche aux récits, à la mémoire sociale et aux identités des peuples qui parlent portugais, en relisant la figure de la " circum-navigation ", que Stéphane Hugon a utilisée pour caractériser le voyage que, de nos jours, nous sommes tous appelés à faire, une circum-navigation online.

## Vers une circumnavigation cyberculturelle
La figure de la " circumnavigation technologique ", proposée par Moisés de Lemos Martins, que tous les peuples de langue portugaise sont appelés à faire, permet, en effet, une ouverture à de nouveaux paysages, parmi lesquels, les sites, les portails Web, les blogs, les archives numériques, les musées virtuels. Il s'agit d'une culture in status nascendi, comme il le souligne dans une étude réalisée avec Michel Maffesoli, une culture qui comprend de nouvelles atmosphères, qui concrétisent les pratiques des professionnels du nouveau contexte numérique, notamment les web designers, les conservateurs en ligne, les gestionnaires de musées virtuels, les blogueurs, les web-activistes, les youtubers.
Cette approche que Moisés de Lemos Martins fait des " milieux de l'image, entre l'artistique et le médiatique ", expression de Norval Baitello utilisée comme sous-titre dans A Carta, o Abismo e o Beijo (La lettre, l'abîme et le baiser) , le rapproche de ce théoricien de la Communication qui se rapporte à lui comme étant l'un de ses " interlocuteurs du présent " et le convoque dans deux de ses œuvres: Crise no Castelo da Cultura (2011/2017) e Do Post ao Postal (Du post aux cartes postales) (2014).
D'autre part, pour Moisés de Lemos Martins, la formation de nouveaux publics pour les cultures et les arts, ainsi que les politiques spécifiques pour les archivages numériques, qui visent toujours l'accès ouvert à la connaissance, sont également au cœur de cette idée de circumnavigation cyberculturelle. Comme il s'agit, cependant, d'un voyage traversé de dangers et de malentendus, parmi lesquels les malentendus sur l'exceptionnalité de la colonisation portugaise, ainsi que sur la nostalgie de l'empire, la circumnavigation technologique des peuples lusophones, étant toujours une " traversée ", se présente aussi comme un lieu de promesse - la promesse que ces peuples peuvent avoir une voix et qu'ils peuvent parler, à partir de la subalternité de pays situés dans la semi-périphérie du système mondial,,.

## La lusophonie et la communication interculturelle
Le journaliste et critique d'art portugais, Alexandre Pomar, considère le travail de Moisés de Lemos Martins, “ Lusofonia e Luso-tropicalismo: equívocos e possibilidades de dois conceitos hiper-identitários ” (“ Lusophonie et luso-tropicalisme : malentendus et possibilités de deux concepts hyper-identitaires ”), comme " l'approche la plus intéressante des questions d'ordre identitaire et mythologique autour du concept et de la portée stratégique de la lusophonie " . Et il souligne le fait que Moisés de Lemos Martins fait " une analyse qui propose de penser la lusophonie comme un " espace de culture " et une " culture lusophone", en questionnant son " caractère mythologique, symbolique et imaginaire ", en se plaçant du " point de vue bourdieusien ", à partir duquel il " vise la figure de la lusophonie comme une classification pratique, c'est-à-dire comme une division du monde social ". En tant que classification pratique, la lusophonie est subordonnée à des fonctions pratiques et orientée vers la production d'effets sociaux ". Alexandre Pomar a écrit en janvier 2013. Mais déjà à cette époque, il pouvait conclure que " bien que moins connue que la production académique des universités de Lisbonne, la recherche autour du concept et des pratiques de la lusophonie semble plus fructueuse à l'Université du Minho ".
Cependant, Moisés de Lemos Martins reconnaît qu'il existe des malentendus dans l'utilisation de la figure de la lusophonie. Carlos Reis, professeur de littérature à l'Université de Coimbra, reconnaissant qu'" il est possible et peut-être judicieux de parler d'un risque éventuel de marquage eurocentrique ", fait appel à Moisés de Lemos Martins, à cet égard, et reprend son avertissement que le rêve de la lusophonie peut remplir pour les Portugais " un espace de refuge imaginaire, l'espace d'une nostalgie impériale, qui les aide aujourd'hui à se sentir moins seuls et plus visibles dans les sept parties du monde, maintenant que le cycle de leur épopée impériale effective est définitivement fermé ".
C'est principalement cette ligne de recherche, développée dans le domaine de la communication interculturelle, qui se concentre sur les identités transculturelles et transnationales, et en particulier sur l'identité lusophone, qui amène la chercheuse brésilienne Sónia Cunha à dire que " Moisés Adão de Lemos Martins est une partie vivante de la mémoire historique contemporaine, dans la structuration et le développement du mouvement scientifique interculturel - lusophone, afro, asiatique, galicien, brésilien et ibéro-américain – dans le courant et à contre-courant de l'axe Nord-Sud, du champ de la communication ". De même, les chercheurs de l'Université de Beira Interior, Anabela Gradim, Paulo Serra et Valeriano Piñeiro-Naval, en analysant " La présence de la lusophonie dans l'espace épistémique des Sciences de la Communication ", en une décennie d'études thématiques (2007-2017), concluent que le CECS - Centre d'Études de Communication et Société, de l'Université du Minho, a une centralité incontestée " pour les Études Lusophones dans le domaine des Sciences de la Communication ". En fait, c'est aussi à cette conclusion qu’on aboutit, quand on observe la liste des " auteurs les plus productifs " sur la lusophonie dans l'espace épistémique de la Communication – s’agissant dans la plupart des cas, de ses anciens doctorants ou post-doctorants.

## Le Musée Virtuel de la Lusophonie
C'est cette idée de la lusophonie comme " espace de culture " et de " culture lusophone " qui a conduit Moisés de Lemos Martins à créer le Musée Virtuel de la Lusophonie, en 2017, comme un musée sur le web et comme un musée vivant, un espace transculturel et transnational, ouvert à la participation active des citoyens. En 2020, le Musée Virtuel de la Lusophonie a été installé sur Google Arts & Culture. Pour Augusto Santos Silva, ministre portugais des Affaires étrangères, qui était présent à la séance de lancement du Musée sur cette plateforme, " des instruments comme celui-ci sont très importants à la fois comme produit dynamique et comme processus, pour ce qu'ils signifient pour la coopération universitaire et académique, mais impliquant aussi des entreprises numériques, des entreprises dans le domaine de la culture, des participants individuels ou collectifs issus de la société civile, et surtout comme problématisation de la langue portugaise ". Et comme l'a souligné Moisés de Lemos Martins au journaliste Luís Caetano, le 8 février 2019, dans l'émission de la RDP Antena 2 "No Interior da Cultura", le Musée Virtuel de la Lusophonie propose de diffuser du matériel artistique et culturel des pays lusophones, de leurs diasporas et de régions comme la Galice, Goa et Macao. Ayant pour objectif de contribuer à " la connaissance de l'autre ", il sert à " la réconciliation entre les nations et la tolérance "  En exprimant, d'autre part, la diversité des cultures de cet espace et donnant forme à la mémoire collective de ces communautés et à leur identité plurielle, le Musée Virtuel de la Lusophonie vise également à développer des dynamiques d'interaction et de coopération culturelle, artistique, civique et scientifique dans le vaste espace lusophone, sans oublier l'importance du passé colonial dans la gestation de ce que sont aujourd'hui les pays lusophones.
L'idée de développer des dynamiques de coopération dans l'espace des communautés lusophones est confirmée par le professeur et chercheur universitaire Carlos Alberto Carvalho, dans son entretien avec Moisés de Lemos Martins, en 2019, publié dans MATRIZes, revue du Programme de Troisième Cycle en sciences de la communication à l'Université de São Paulo. Cet universitaire brésilien considère que " tout au long de sa vie, le professeur [Moisés de Lemos Martins] a lutté pour une stratégie concertée de coopération scientifique entre les pays lusophones, inspirée par une vision critique et postcoloniale de la lusophonie, qui respecte les différences et l'autonomie de tous les pays et promeut l'intercompréhension entre les peuples et les nations de l'espace qui a la langue portugaise comme patrimoine symbolique commun, concourant ainsi à faire du portugais une langue de science ".
À l'émission Palavra aos Diretores (Un mot pour les Directeurs) de RTP Play, épisode numéro 12, qui a eu lieu le 23 septembre 2020, après l'installation du Musée Virtuel de la Lusophonie dans Google Arts & Culture, Moisés de Lemos Martins a souligné que le Musée Virtuel de la Lusophonie est " un instrument de médiation des citoyens de langue portugaise ", qui privilégie " l'échange de la diversité culturelle et l'échange de la diversité artistique ".

## L'université et la pensée
Mais c'est à la pensée et à l'institution qui a été créée en Occident pour la préserver et la promouvoir, à savoir l'Université, que Moisés de Lemos Martins lance le questionnement la plus radicale. Il écrit : " Depuis longtemps, l'Université du Portugal, où se trouvent les principaux laboratoires de recherche, cesse progressivement d’avoir une pensée et s'est mise à ne comprendre que les chiffres. Gérée comme une entreprise, l'Université e été prise en charge par la technologie, à un point tel qu'il semblerait qu'il n'y ait plus aujourd'hui d’autre monde de l’engagement académique que celui des besoins du marché, des injonctions financières, des classements de respectabilité et de visibilité médiatique, et aussi des agences de notation, qui établissent les critères qui valorisent la production scientifique ". Il y a belle lurette que le livre a également perdu du terrain au profit des articles dans les revues. Et cependant, selon Moisés de Lemos Martins, le livre est le principal moyen dont disposent les Sciences Sociales et Humaines pour disserter sur l'humain, faisant de la science une idée avec une mémoire et une pensée.
Mais Moisés de Lemos Martins ne s'est pas contenté de défendre la pensée uniquement dans ses travaux universitaires. Il l'a également fait dans l'espace public, dans des chroniques régulières, qu'il publie dans la presse,. C’est à cela même que se réfère le physicien et professeur à l'Université de Coimbra, Carlos Fiolhais, directeur de Rómulo - Centro Ciência Viva (Centre des Sciences Vivantes) de cette même université, et auteur et rédacteur principal du blog De Rerum Natura, sur la politique scientifique, lorsqu'il déclare avoir connu Moisés de Lemos Martins " à travers ses articles dévastateurs ", publiés dans la presse, contre les politiques scientifiques qui nuisaient aux " sciences sociales et humaines ". En faisant référence ensuite et plus spécifiquement au livre Crise no Castelo da Cultura, (Crise dans le château de la culture) Carlos Fiolhais souligne : Moisés de Lemos Martins " aborde on ne peut plus clairement l'état actuel de l'Université, non seulement portugaise mais mondiale. Dans la section intitulée ‘ L'université dans le tourbillon de l'actualité ’, on peut lire que les universités, qui devraient être le lieu de la réflexion, laquelle exige du temps, se sont transformées en des lieux de marketing, recherchant à tout prix la visibilité médiatique pour survivre tout simplement, voire pour augmenter leur rentabilité. Les cours ont commencé à imiter la publicité. Désormais, tout a été quantifié comme dans un plan d'affaires, les enseignants et les chercheurs étant des ‘ ressources humaines ’ " 

## Le Portugal et «l'œil de Dieu» salazariste
Avant même que Moisés de Lemos Martins n'établisse une relation critique avec l’université contemporaine, relation qui justifie, selon les mots d'Eduardo Prado Coelho, " le démantèlement impitoyable de l'oppression de la raison libérale", ou, selon l'écrivain et professeur d'université José Manuel Mendes, la dénonciation de " l'empoisonnement du regard dans les sciences humaines "», d'autres lignes de recherche se dégagent dans le vaste parcours intellectuel de ce professeur de l'Université du Minho. L'une de ces lignes consiste en l'analyse du discours dominant au Portugal pendant l'État Nouveau. Et O Olho de Deus no Discurso Salazarista (L'" œil de Dieu " dans le discours salazariste), un ouvrage qu'il a publié en 1990 (2e édition en 2016), est l'une de ses publications les plus marquantes. Consistant en une refonte de sa thèse de doctorat, ce travail se concentre sur les années 1930 et 1940. Moisés de Lemos Martins y interroge la politique générale de sens salazariste, ce qui revient à dire son régime de vérité. Et c'est parce qu'il a posé la question du régime de vérité salazariste que cet universitaire de l'Université de Minho a considéré le discours comme une pratique politique disciplinaire, qui s'exerce sur la mémoire historique, sur le regard, sur le désir et sur la volonté. Dans O Olho de Deus do Discurso Salazarista (L'" œil de Dieu " dans le discours salazariste), Moisés de Lemos Martins fait une analyse socio-sémiotique des discours de Salazar, en s’interrogeant sur la longévité du régime politique corporatif que le dictateur avait fondé. Partant de l'idée que l'idéologie corporative, autoritaire et cléricale, ainsi que les pratiques antidémocratiques ne constituaient pas, à elles seules, une explication suffisante du salazarisme, Moisés de Lemos Martins a décidé d'interroger " l'imaginaire salazariste ", c'est-à-dire " le rêve que le salazarisme avait pour le Portugal ".
Le point de vue adopté dans O Olho de Deus no Discurso Salazarista (L'" œil de Dieu " dans le discours salazariste) est avant tout celui du pouvoir, ou plus exactement du biopouvoir, dans l’optique de Michel Foucault, un pouvoir panoptique et disciplinaire, qui s'exerce sur les corps en tant qu'organismes vivants. Cependant, comme le souligne José Augusto Mourão, frère dominicain, écrivain et professeur universitaire de Littérature et Communication, en relisant l'œuvre de Moisés de Lemos Martins, le pouvoir chez Foucault " ne se limite pas à surveiller, espionner, surprendre, interdire et punir, mais incite, suscite et produit; il n'est pas seulement œil et oreille ; il fait agir et parler ". Et c'est parce qu'il a reconnu dans O Olho de Deus no Discurso Salazarista (L'" œil de Dieu " dans le discours salazariste) " l'ombre de Foucault " que José Augusto Mourão a conclu que ce livre était " une œuvre unique dans le panorama de l'histoire et de la sociologie portugaises ". Résumant le chemin parcouru par Moisés de Lemos Martins, José Augusto Mourão dit ceci: " l'auteur choisit comme objet d'analyse le catholicisme social et l’État Nouveau corporatif, dans la période comprise entre le 28 mai 1926 et 1940. La méthodologie est clairement définie et aucune équivoque ne subsiste quant à la distance qu'il maintient, que ce soit avec la perspective historique ou avec la perspective dialectique. Son champ de travail est celui de la discursivité salazariste, le texte étant divisé en trois parties : une première partie, théorique, qui expose la religion comme un regard panoptique sur la société ; une deuxième partie, toujours à forte orientation théorique, sur les systèmes de valeurs ou dispositifs de normalisation salazariste, qui comprend le dispositif éthique, eugénique et aléthéique ; et une troisième partie, sur l'application de la stratégie de guérison nationale au moyen des technologies de disciplinarisation du corps national, illustrées ici par les figures de la guérison et de la conversion par les paraboles ".
Comme le souligne Moisés de Lemos Martins lui-même dans la préface qu'il a écrit pour la deuxième édition du livre, " en autorisant d'innombrables voyages de connaissance, O Olho de Deus no Discurso Salazarista (L'" œil de Dieu " dans le discours salazariste) s’est croisé, en vingt-cinq ans, avec de nombreux régimes du regard. Les voyages de la connaissance sont cependant des voyages qui ne se terminent jamais. Aujourd'hui, lire ou relire ce livre sur le salazarisme continue d'être un travail de connaissance, bien qu'il constitue déjà une autre expérience ”.

## La sémiotique comme science sociale et humaine et comme "science problématologique"
Dans Crime e Castigo – Práticas e Discursos (Crime et Châtiment - Pratiques et Discours), une publication que Moisés de Lemos Martins a éditée en 2000  et dans laquelle, avec d'autres auteurs, il réfléchit sur la criminalité au Portugal, l'écrivain et professeur d'université, José Manuel Mendes, fait l'éloge du point de vue " problématologique " qui caractérise sa science, un point de vue qui " pose avant tout des questions, autant qu'il peut en poser et avec le maximum de rigueur dont il peut faire preuve ". Et il souligne: " en entendant en arrière-plan sonner le glas des prétendues philosophies de la totalité (Adorno: " la totalité est la non vérité "), des grands récits, j'évoque ici Jan Patočka dans une affirmation réticulaire: " le devenir est problématisé et le restera à jamais ".
Dans une longue interrogation sur A Linguagem, a Verdade e o Poder (Le langage, la vérité et le pouvoir), la force de la sémiotique de Moisés de Lemos Martins, dans un temps social et problématologique, n'a plus non plus échappé à José Augusto Mourão, Celui-ci écrit : l'écriture de Moisés de Lemos Martins " a quelque chose de la vis du sociologue qui ne sépare pas le langage de la vérité et du pouvoir. Son stilus scribendi n’est pas tributaire du spectacle d'un monologue élogieux sur soi-même. Il nous incite plutôt à penser la guerre des paradigmes que la libido dominandi alimente. D'accord. Il est nécessaire de maintenir une conception de la vérité qui ne soit ni purement rhétorique ni purement consensuelle. [...] En sémiotique, le rapport de forces et le rapport de sens forment une paire inséparable. L'ombre de Foucault est puissamment présente dans ce livre : la construction discursive du savoir implique l'utilisation de ‘ technologies disciplinaires ‘ ou de formes d'interaction qui sont utilisées pour créer des corps qui renforcent le ‘ pouvoir positif ‘ dont dépend l'ordre social. ‘ [Le discours] est ce pour quoi nous nous battons, le pouvoir même dont nous cherchons à nous approprier ', écrit Michel Foucault que l'auteur cite au sujet du discours.".
C'est, en fait, avec A Linguagem, a Verdade e o Poder. Ensaio de Semiótica Social (Le langage, la vérité et le pouvoir. Essai de sémiotique sociale) (2002/2017) que la théorie sémiotique de Moisés de Lemos Martins s'affirme comme une sémiotique sociale. Bernardo Pinto de Almeida, Professeur à la Faculté des Beaux-Arts de l'Université de Porto, souligne que " l'auteur esquisse une histoire critique de la sémiotique, s'interrogeant sur son concept et ses limites, sa pertinence et sa validité dans l'approche sociologique dont il ne se sépare jamais ". Il ajoute également que l'on peut sentir dans l'écriture de Moisés de Lemos Martins " l'expérience du professeur habitué et du penseur inquiet qui ne s'incline pas devant les concepts et les discours, mais les interroge à la lumière de sa propre capacité à les incarner dans une pensée vivante ". D'autre part, sa formation de sociologue " est manifeste dans tout l’ouvrage, notamment dans les démonstrations rigoureuses qu'il développe dans cette tentative de sémiotiser la sociologie et de sociologiser la sémiotique, d'où découle tout ce qu’il a entrepris dans ce livre ". En bref, conclut Bernardo Pinto de Almeida, c'est cet effort, " avec son caractère ouvert de transdisciplinarité, qui donne au volume une force et une vivacité particulières, rendant lisibles certains aspects de la contemporanéité, à savoir certains des paradoxes qui sous-tendent la formation de ce que l’on appelle ' postmodernité ' ".
Considérant la sémiotique comme une théorie sociale de la production de sens, Moisés de Lemos Martins la sépare des théories de la conscience et de la subjectivité, car le sens n'est pas centré sur l'individu. Elle n'est pas non plus centrée sur le message qui circule entre un émetteur et un récepteur, comme c'est le cas dans la théorie de l'information. Dans l'idée de sémiotique qu'il développe, Moisés de Lemos Martins s'inspire des conditions transcendantales de possibilité de la signification et de la communication, qui constituent l'axe central des théories de Francis Jacques, d'une part, et de Karl- Otto Apel et Jürgen Habermas, d'autre part. Ce faisant, Moisés de Lemos Martins ouvre la signification à l'intersubjectivité et à l'interaction, c'est-à-dire à l'action communicative. En partant des conditions a priori de la signification, d'inspiration kantienne, aussi bien Francis Jacques, avec le primum relationis, que Karl-Otto Apel  et Jürgen Habermas, avec l'" éthique de l'action communicative ", avaient établi les conditions transcendantales de la communication. La perspective de Moisés de Lemos Martins sur la sémiotique consiste cependant à transformer les conditions transcendantales de possibilité de la signification et de la communication en conditions historiques et sociales de possibilité de production du sens. Dans les trois cas, chez Jacques, Apel et Habermas, il y a une primauté de la relation interlocutive, qui est une relation de communication. Mais chez Moisés de Lemos Martins, la relation transcendantale, dans laquelle consiste le dialogisme des trois philosophes, est transformée en une relation socio-historique, c'est pourquoi sa compréhension de la sémiotique est sociale. C'est ce que confirme António Fidalgo, professeur de sémiotique sémiotique à l'Université de Beira Interior: " l'indication de son objet est un élément très important pour sa compréhension en tant que science. Traditionnellement, la sémiotique était comprise comme la science des signes, mais aujourd'hui il y a des écoles et des auteurs qui défendent la sémiotique comme la science de la signification, en opposition à une sémiotique comme science des signes. L'un de ces auteurs est Moisés Martins "  Et la raison pour laquelle Moisés de Lemos Martins propose une sémiotique du discours, au lieu d'une sémiotique du signe, est qu’aussi bien la logique de la communication que la théorie de l'information, qui constituent la double tradition de la sémiotique du signe, ont fini par être mobilisées au service du tout-puissant système technologique, cybernétique et cyberspatial de la circulation des messages verbaux, sonores et visuels. En effet, la capacité opératoire des signes ne fait aucun doute, étant donné qu'ils font confluer la logique de la communication et la théorie de l'information dans le sens de leur mobilisation technologique.

## Liste des travaux (sélection)
- (pt) A Internacionalização das comunidades lusófonas e ibero-americanas de Ciências Sociais e Humanas. O Caso das Ciências da Comunicação [« L'internationalisation des communautés lusophones et ibéro-américaines des sciences sociales et humaines. Le cas des sciences de la communication »], Famalicão, Húmus, 2017 (lire en ligne).
- (pt) A Lusofonia e a interculturalidade - Promessa e travessia [« La lusophonie et l’interculturalité - Promesse et traversée »], Famalicão, Húmus, 2015 (lire en ligne).
- (pt) Crise no Castelo da Cultura. Das Estrelas para os Ecrãs [« Crise dans le château de la culture – Des étoiles aux écrans »], Coimbra, Húmus, 2017, 2e éd. (1re éd. 2011, Anneblume) (lire en ligne).
- (pt) A Linguagem, a Verdade e o Poder. Ensaio de Semiótica Social [« Le Langage, la vérité et le pouvoir - Essai sur la sémiotique sociale) »], Lisboa, Húmus, 2017, 2e éd. (1re éd. 2002, Fundação Calouste Gulbenkian e Fundação para a Ciência e a Tecnologia) (lire en ligne).
- (pt) Ensino Superior e Melancolia [« Enseignement supérieur et mélancolie »], Oração de Sapiência, Institut Polytechnique de Viana do Castelo, 2002 (lire en ligne).
- (pt) Ensino Caminhos nas Ciências Sociais: memória, mudança social e razão. Estudos em homenagem a Manuel da Silva Costa [« Parcours en sciences sociales : mémoire, changement social et raison. Études en hommage à Manuel da Silva Costa »], Coimbra, Grácio (lire en ligne).
- (pt) Para uma inversa navegação - O discurso da identidade [« Pour une navigation à contre-courant - Le discours de l'identité »], Porto, Afrontamento, 1996.
- (pt) O olho de Deus no discurso salazarista [« L'œil de Dieu dans le discours salazariste »], Porto, Afrontamento, 2016, 2e éd. (1re éd. 1990) (lire en ligne).
- (pt) Políticas da Língua, da Comunicação e da Cultura no espaço Lusófono [« Politiques de la langue, de la communication et de la culture dans l'espace lusophone »]  (avec I. Macedo), Famalicão, Húmus, 2019 (lire en ligne).
- (pt) Sentidos da Morte na vida da mídia [« Le sens de la mort dans la vie des médias »]  (avec M. Correia, P. Vaz et E. Antunes), Curitiba, Appris Editora, 2017.
- (pt) Do Post ao Postal [« Du post aux cartes postales »]  (avec M. L. Correia), Famalicão, Húmus, 2014 (lire en ligne).
- (pt) « L'Imaginaire des médias »  (avec M. Maffesoli), Sociétés, Paris, De Boeck Université, no 111,‎ janvier 2011 (ISSN 0765-3697).
- (pt) Imagem e pensamento [« Image et pensée »]  (avec José Bragança de Miranda, M. Oliveira et J. Godinho), Coimbra, Húmus, 2017, 2e éd. (1re éd. 2011, Grácio Editor) (lire en ligne).
- (pt) Comunicação e Lusofonia. Para uma abordagem crítica da cultura e dos média no espaço lusófono [« Communication et Lusophonie. Vers une approche critique de la culture et des médias dans l'espace lusophone »]  (avec H. Sousa et R. Cabecinhas), Porto, Húmus, 2017, 2e éd. (1re éd. 2006, Campo das Letras) (lire en ligne).
- (pt) A Romaria da Sr.ª da Agonia. Vida e Memória da Cidade de Viana. The Lady of Agonia Festivities. Life and Memory of Viana Town [« La fête de Notre Dame de l’Agonie. Vie et mémoire de la Ville de Viana »]  (avec A. Gonçalves et H. Pires), Viana do Castelo, Grupo Cultural dos Trabalhadores dos Estaleiros Navais de Viana do Castelo, 2000.